# میبل پیج
میبل پیج (انگلیسی: Mabel Paige؛ ‏۱۹ دسامبر ۱۸۸۰ – ۹ فوریهٔ ۱۹۵۴) بازیگر اهل ایالات متحده آمریکا بود.وی بازیگری را از سن ۴ سالگی آغاز کرد.

## گزیدهٔ فیلم‌شناسی
- در پایکس‌ویل روی داد (۱۹۱۶)
- ساعت‌ساز دیوانه (۱۹۱۵)
- کین‌خواهی برای تام (۱۹۱۵)
- دستگیری بد بیل (۱۹۱۵)
- ارثیه دخترک خدمتکار (۱۹۱۴)
- ساده‌لوح و ندیمه (۱۹۱۴)
- منظور، آن دیگری بود (۱۹۱۴)
- ماجرای یک ابله (۱۹۱۴)
- خیاط نابکار (۱۹۱۵)
- آپارتمان‌های قاتی پاتی (۱۹۱۵)
- الکی‌خوش (۱۹۴۳)
- جانی بلیندا (۱۹۴۸)
- تک‌تیرانداز (۱۹۵۲)